# Hashem Hashemzadeh Herisi

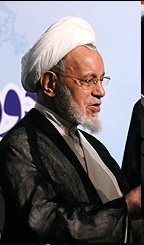
Hashem Hashemzadi Herisi

Hashem Hashemzadeh Herisi (persisch هاشم هاشم‌زاده هریسی Haschem Haschemsade Herisi; * 1938 in Heris, Ost-Aserbaidschan) ist ein iranischer Ajatollah und Politiker des Verbands der kämpfenden Geistlichkeit. Seit 2008 ist er Mitglied des Expertenrats für Ost-Aserbaidschan. Er vertrat auch den Wahlkreis Täbris, Osku und Azarschahr im Madschles von 1988 bis 1992 und von 1996 bis 2000.
Herisi studierte an der Islamisch-Theologischen Hochschule von Ghom.